# They Are Billions
They Are Billions (dobesedno angleško: Na milijarde jih je) je strateška videoigra z elementi preživetvene grozljivke, ki je uradno izšla junija 2019 v založbi neodvisnega studia Numantian Games. Ta je igro tudi razvil. Mesec dni kasneje je v sodelovanju s podjetjem Blitworks izšla še predelava za konzoli PlayStation 4 in Xbox One.

## Igranje
Dogajanje je postavljeno v postapokaliptično prihodnost v Severni Ameriki, kjer razsajajo horde »okuženih« (zombijev), ki napadajo ljudi. Ponuja dva igralna načina, kampanjo in preživetveni način. V slednjem ima igralec bazo na naključno generiranem ozemlju, polnem zombijev. Njegov cilj je zgraditi bazo z obrambnimi strukturami za zaščito, preiskati ozemlje, ki skriva dodatne vire, in uničiti tamkajšnje zombije. Upravljati mora z osmimi viri: zlato, hrana, delavci, les, kamen, železo in energija. Zgradbe in enote zahtevajo različne vire za izdelavo.
Zombiji v osnovi napadajo posamič in naključno, igralec jih uničuje sproti med raziskovanjem. Ob določenih intervalih pa na ozemlje v valovih vdirajo horde in se usmerijo proti eni strani baze, do zadnjega vala, v katerem pride največja množica iz vseh strani hkrati. Igralni pogon podpira več deset tisoč enot hkrati. Igralec mora preprečiti zombijem, da prebijejo obrambno črto in pridejo do osnovnih zgradb. Ko namreč zombi dovolj poškoduje zgradbo, jo okuži in iz nje planejo prebivalci, spremenjeni v nove zombije. V na tesno pozidanih predelih baze pride tako do domino učinka, ki ga je izredno težko zajeziti. Igralec ima za obrambo različne bojne enote in obrambne strukture, prav tako pa obstajajo različni tipi zombijev, od osnovnih, ki so počasni in dokaj šibki, prek izjemno hitrih »Harpij« in izjemno močnih »Mesarjev« do orjaških okuženih velikanov, ki so posebej označeni na zemljevidu. To od igralca zahteva, da čim prej zgradi močno obrambno linijo in prilagaja taktiko smeri vdiranja zombijev. Igra je realnočasovna strategija, ki pa vseeno omogoča igralcu, da kadarkoli ustavi čas in razmisli o taktiki ter izda več ukazov hkrati.
Kampanja postopoma odkriva naprednejše tipe enot in zgradb ter povečuje težavnost. Med strateškimi misijami so tudi taktične, v katerih igralec vodi heroja po manjši stopnji in se skozi zombije prebija do cilja, običajno kosa napredne tehnologije iz časa pred apokalipso. Z raziskovalnimi točkami, zbranimi v teh misijah, odklepa nadgradnje enot in zgradb, ki olajšajo strateške misije.

## Izid in odziv
Naslov se je prvič pojavil na spletni trgovini Steam decembra 2017 v nedokončani različici (kot del programa Early Access), ki je vsebovala samo preživetveni način. Izkazala se je za nepričakovano uspešnico in se po podatkih analitskega orodja Steam Spy kmalu povzpela na lestvico desetih najbolj prodajanih iger ter tam ostala vsaj en mesec. Do sredine januarja je bilo tako prodanih skoraj pol milijona izvodov.
Na portalu Metacritic, ki zbira in povpreči ocene recenzentov, ima različica za osebne računalnike oceno 77 od 100. V splošnem so bili kritiki mnenja, da je preživetveni način vrhunski, kampanja pa nekoliko razočara zaradi neuravnoteženosti in nezanimivosti.